# Ова (нэнго)
Ова (яп. 応和 о:ва, достижение мира) — девиз правления (нэнго) японского императора Мураками с 961 по 964 год .

## Продолжительность
Начало и конец эры:
- 16-й день 2-й луны 5-го года Тэнтоку (по юлианскому календарю — 5 марта 961 года);
- 10-й день 7-й луны 4-го года Ова (по юлианскому календарю — 19 августа 964 года).

## Происхождение
Название нэнго было заимствовано из 17-го цзюаня классического древнекитайского сочинения «Цзинь Шу» (кит. трад. 晉書, упр. 晋书, пиньинь Jìn shū, буквально: «История династии Цзинь»):「鳥獣万物、莫不応和」.

## События
- 961 год (11-я луна 1-го года Ова) — император Мураками переехал в заново отстроенный дворец, восстановленный после разрушительного пожара 5-го года Тэнтоку (960 год)[6];
- 962 год (2-я луна 2-го года Ова) — император отправил нескольких посланников сделать подношения в синтоистские святилища Исэ, Камо, Мидзуноо, Хирано и Касуга;
- 962 год (8-я луна 2-го года Ова) — Фудзивара-но Санэёри отправился вознести молитвы в святилище Ивасумидзу (яп. 石清水八幡宮); многие представители рода Фудзивара последовали его примеру.

## Сравнительная таблица
Ниже представлена таблица соответствия японского традиционного и европейского летосчисления. В скобках к номеру года японской эры указано название соответствующего года из 60-летнего цикла китайской системы гань-чжи. Японские месяцы традиционно названы лунами.
| 1-й год Ова (Металлический Петух) | 1-я луна*      | 2-я луна*  | 3-я луна  | 3-я луна* (високосная) | 4-я луна  | 5-я луна  | 6-я луна*  | 7-я луна   | 8-я луна    | 9-я луна*  | 10-я луна | 11-я луна*   | 12-я луна                |
| --------------------------------- | -------------- | ---------- | --------- | ---------------------- | --------- | --------- | ---------- | ---------- | ----------- | ---------- | --------- | ------------ | ------------------------ |
| Юлианский календарь               | 20 января 961  | 18 февраля | 19 марта  | 18 апреля              | 17 мая    | 16 июня   | 16 июля    | 14 августа | 13 сентября | 13 октября | 11 ноября | 11 декабря   | 9 января 962             |
| 2-й год Ова (Водяная Собака)      | 1-я луна*      | 2-я луна*  | 3-я луна  | 4-я луна*              | 5-я луна  | 6-я луна* | 7-я луна   | 8-я луна   | 9-я луна*   | 10-я луна  | 11-я луна | 12-я луна*   |                          |
| Юлианский календарь               | 8 февраля 962  | 9 марта    | 7 апреля  | 7 мая                  | 5 июня    | 5 июля    | 3 августа  | 2 сентября | 2 октября   | 31 октября | 30 ноября | 30 декабря   |                          |
| 3-й год Ова (Водяная Свинья)      | 1-я луна       | 2-я луна*  | 3-я луна* | 4-я луна               | 5-я луна* | 6-я луна  | 7-я луна*  | 8-я луна   | 9-я луна*   | 10-я луна  | 11-я луна | 12-я луна    | 12-я луна (високосная) * |
| Юлианский календарь               | 28 января 963  | 27 февраля | 28 марта  | 26 апреля              | 26 мая    | 24 июня   | 24 июля    | 22 августа | 21 сентября | 20 октября | 19 ноября | 19 декабря   | 18 января 964            |
| 4-й год Ова (Деревянная Крыса)    | 1-я луна       | 2-я луна*  | 3-я луна* | 4-я луна               | 5-я луна* | 6-я луна* | 7-я луна   | 8-я луна*  | 9-я луна    | 10-я луна  | 11-я луна | 12-я луна*   |                          |
| Юлианский календарь               | 16 февраля 964 | 17 марта   | 15 апреля | 14 мая                 | 13 июня   | 12 июля   | 10 августа | 9 сентября | 8 октября   | 7 ноября   | 7 декабря | 6 января 965 |                          |

* звёздочкой отмечены короткие месяцы (луны) продолжительностью 29 дней. Остальные месяцы длятся 30 дней.